# Mercedes Tomasa San Martín y Escalada
Mercedes Tomasa de San Martín y Escalada (Mendoza, 24 de agosto de 1816 - Brunoy, 28 de febrero de 1875) fue la única hija del Libertador General José de San Martín y de María de los Remedios de Escalada.

## Biografía
Mercedes Tomasa nació en Mendoza el 24 de agosto de 1816. Un año más tarde, al dejar San Martín la Gobernación de Cuyo para emprender la campaña Libertadora, se mudó con su madre a la casa de sus abuelos José Escalada y Tomasa Quintana en Buenos Aires. Su padre no pudo acompañarlas debido a trabas puestas por el presidente Bernardino Rivadavia, quien no quería que San Martín entrara en la ciudad. En el año 1818, tras la victoria de la campaña Libertadora en Chile, San Martín regresó a la capital porteña, donde, una vez reunido con su familia, partió con ella para instalarse otra vez en Mendoza en la Chacra de Barriales. Cuando Mercedes tenía alrededor de dos años, la salud de su madre Remedios empeoró, y esto obligó a San Martín a retornar nuevamente a Buenos Aires para dejar a Mercedes al cuidado de sus abuelos mientras él partía a Chile para continuar la campaña Libertadora, esta vez hacia el Perú. El 3 de agosto de 1823, mientras Mercedes estaba al cuidado de su abuela Tomasa, su madre Remedios falleció  de tisis.
A fines de 1823 su padre llegó a Buenos Aires y, el 4 de diciembre, se apersonó en la casa de los Escalada. Allí la suegra del general, Doña Tomasa, que jamás aceptó a su yerno, intentó quedarse con la niña, a la que San Martín encontró malcriada y hecha “un diablotín”.
El 21 de febrero de 1824, luego de la guerra de la independencia, San Martín se exilió con su hija en Europa, primero en Francia y luego en Gran Bretaña. Mercedes estudió en el Hampstead College de Londres, y una vez finalizados sus estudios partieron hacia Bélgica, en donde se radicaron por un tiempo, y luego se establecieron en Francia nuevamente. Sin embargo, debido a las agitadas revoluciones que ocurrían en ese país, la familia decidió trasladarse a un pueblo más retirado, Boulogne-sur-Mer. Allí en 1831 ambos se enfermaron de cólera y fueron atendidos por el médico argentino Mariano Severo Balcarce. Mercedes y Balcarce se casaron el 13 de septiembre de 1832 y tuvieron dos hijas. La pareja debió volver a Buenos Aires por obligaciones políticas de Balcarce, donde el 14 de octubre de 1833 nació su primera hija María Mercedes. A fines de 1835 volvieron a Francia, y se instalaron en la propiedad que San Martín poseía en Le Grand-Bourg (hoy un barrio del suburbio parisino de Évry-Courcouronnes); allí nació  unos meses más tarde, el 14 de julio de 1836, la segunda hija de la parejaː Josefa Dominga.
Fue una de las primeras pintoras argentinas junto a Luisa Sánchez de Arteaga, Procesa Sarmiento, Josefa Díaz y Clucellas y Julia Wernicke. Retratista, cultivó también el paisaje y la naturaleza muerta.
Luego de la muerte de San Martín y del retiro de Balcarce de la diplomacia, la familia Balcarce se mudó a Brunoy, en las cercanías de París. Mercedes murió allí el 28 de febrero de 1875 a la edad de 58 años.
En 1951, su cuerpo, junto con el de su esposo y el de su hija mayor María Mercedes, fue repatriado y sepultado en la Basílica de San Francisco, en Mendoza.
En la provincia de Mendoza se celebra el Día del Padre el 24 de agosto en honor al nacimiento de Mercedes.

## Máximas

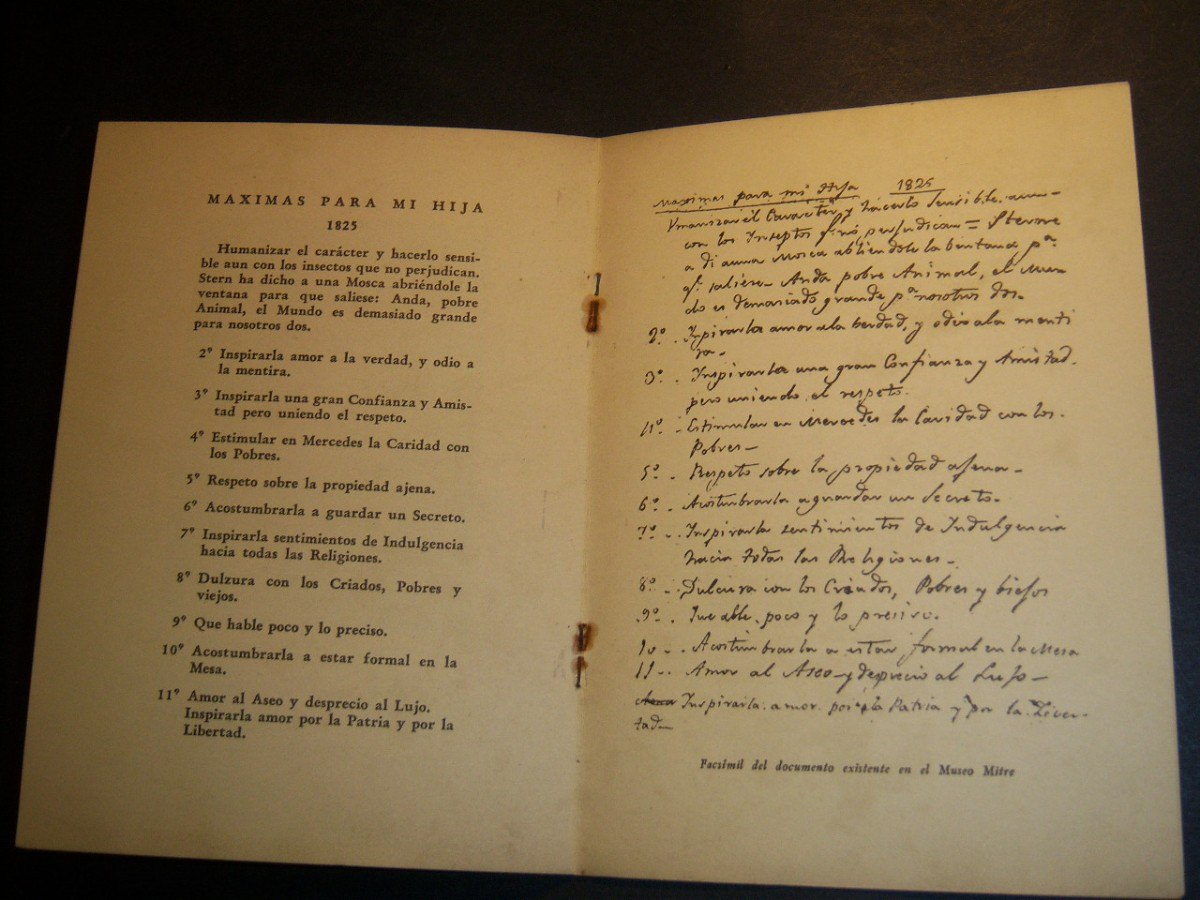
Máximas de José de San Martín

En 1825, el General José de San Martín decidió escribir una serie de normas para dirigir la educación de su hija "Merceditas". En ellas se encuentran las virtudes civiles del Libertador, y se puede advertir el amor, respeto hacia el prójimo, etc.
1. Humanizar el carácter y hacerlo sensible, aún con los insectos que nos perjudican.
2. Inspirarle amor a la verdad y odio a la mentira.
3. Inspirarle gran confianza y amistad, pero uniendo el respeto.
4. Estimular en Mercedes la caridad a los pobres.
5. Respeto hacia la propiedad ajena.
6. Acostumbrarla a guardar un secreto.
7. Inspirarle sentimiento de respeto hacia todas las religiones.
8. Dulzura con los criados, pobres y viejos.
9. Que hable poco y lo preciso.
10. Acostumbrarla a estar formal en la mesa.
11. Amar el aseo y desprecio al lujo.
12. Inspirarla por el Amor a la Patria y la libertad.